# Морський слон північний
Морський слон півні́чний (Mirounga angustirostris) — вид тварин родини тюленевих. Діапазон поширення включає широку смугу тихоокеанських вод, на захід від Північної Америки, а також узбережжя Канади, США, півострова Каліфорнія.

## Характеристики
Північні морські слони є великими тваринами. Є значний статевий диморфізм в розмірах і вторинних статевих ознаках. Самці в три-чотири рази важчі й майже в 1,5 раза довші, ніж дорослі самиці. Дорослі самці сягають 4,2 м в довжину і ваги до 2500 кг. Середня довжина самців 3,85 м, а середня вага становить 1844 кг. Середня довжина дорослих самиць — 2,65 м і вони можуть сягати в довжину 2,82 м. Середня вага становить 488 кг, з максимальною зареєстрованою — 710 кг, обидва значення для самиць незабаром після пологів.
Новонароджені щенята приблизно 1,25 м в довжину і важать 30—40 кг. Щенята народжуються в довгому чорному хутрі, що починає втрачатися у 4—5-тижневому віці й триває кілька тижнів до часу відіймання від годування молоком. Після линяння хутро неповнолітніх відлучених складається з короткого волосся, як у дорослих, темно-сірого зверху і сріблясто-сірого знизу. Вага тіла дорослих значно коливається у зв'язку з вимогами посту під час сезону розмноження. Дорослі самиці можуть втратити майже половину своєї маси під час годування молоком, що триває приблизно 25 днів. Аналогічна ситуація і для самців, які також втрачають близько половини своєї маси під час перебування на березі, яке може перевищувати три місяці.
Самиці досягають статевої зрілості у віці 2 років, самці у віці 7—9 років. Вагітність триває 11,3 місяця, у тому числі затримка імплантації. Річний процент вагітності самиць становить 95 %.
Тривалість життя — більш як 14 років для самців і понад 21 рік для самиць. Північні морські слони дуже полігамні, але не суворо територіальні. Самці борються за доступ до самиць, оцінюючи своє місце в ієрархії. Відбувається багато бійок у період розмноження, коли бугаї можуть бути на березі протягом кількох місяців.
Документально зареєстрований рекорд глибини занурення дорослого самця: 1580 м, тривалість занурення: 77 хвилин. Інтервали відпочинку на поверхні, як правило, короткі — лише кілька хвилин між плановими зануреннями, що тривають 20—30 хвилин і досягають від 300 до 800 м у глибину. Після виходу в море Mirounga angustirostris 80—90 % часу проводять під водою, ось чому їх рідко бачать у морі. Під час міграції самиці подорожують далі на захід, але самці — далі на північ, до узбережжя Аляски й Алеутських островів, у той час як самиці рухаються в глибокі води Тихого океану. Їжею для Mirounga angustirostris є кальмари та риба, наприклад, путасу, дрібні акули, скати. Великі білі акули й косатки є хижаками для Mirounga angustirostris.

## Цікавий факт
Створюючи у 2016 році для Лейденського університету (Нідерланди) свою фігуру «Ждуна» (лат. Homunculus loxodontus), голландська художниця Маргріт ван Бреворт (нід. Margriet van Breevoort) мала на увазі саме північного морського слона, який, на відміну від свого більшого південного родича, має виразний хобот.